# Дорошенко, Николай Александрович
Николай Александрович Дорошенко (5 мая 1857, Сумы, Харьковская губерния — 1898, Ростов-на-Дону) — российский архитектор.

## Биография
Родился 5 мая 1857 года в городе Сумы Харьковской губернии в дворянской семье статского советника.
Жил в Петербурге, где окончил Вторую гимназию. В 1876 году поступил в Петербургское строительное училище, которое окончил в 1882 году с чином X класса. С 1882 по 1885 год состоял делопроизводителем при постройке собора Воскресения Христова в Петербурге и в то же время служил во 2-м российском страховом обществе.
В 1885 году переехал в Ростов-на-Дону и занял место младшего городского архитектора, а с 1887 года — старшего архитектора этого города.
Свою профессиональную деятельность Николай Дорошенко в городе начал с возведения домов и особняков в «изящном стиле» для богатых купцов и предпринимателей. Из них наиболее известны: дом Н. Ф. Солодова (пер. Газетный, 47); особняк П.С. Великановой (ныне ул. Серафимовича, 15), дом И. В. Кащенко (ныне ул. Чехова, 41).
В дальнейшем он создает проекты и осуществляет надзор за строительством таких городских зданий как: Музей и библиотеки в Думском проезде (1893), клубное сооружение — Ротонда в Городском саду (1893) ныне разрушена, мужской и женской гимназии, училищ на Новом поселении и на Затемерницком поселении (1893―1896).
В тот же период Николай Дорошенко проектирует мемориальную беседку на остатках валов Димитриевской крепости в саду Коммерческого клуба (ныне Первомайский парк). Современники утверждают, что ему принадлежит и проект церкви Петропавловской богадельни, которая была освящена весной 1899 года.
Находясь в должности городового архитектора, Дорошенко продолжает заниматься и частной архитектурной практикой. В 1897-98 по проектам зодчего возводятся особняк А. Домбровского на Пушкинской улице (ныне музей ИЗО, ул. Пушкинская, 119), дом П. С. Черновой (ул. Б. Садовая, 27), трехэтажный доходный дом на Московской улице (ныне ул. Московская, 72).
По заказу городского головы Ростова-на-Дону А. М. Байкова, бывшего арендатора КМВ, выполнил проекты сквера (1886 год) вокруг памятника Лермонтову в Пятигорске и Пантелеймоновского храма (1887 год) в Ессентуках.
Плодотворно работал в Ростове-на-Дону, построив массу сооружений в стиле «кирпичной» эклектики и в «русском» стиле.
При создании своих проектов, как частных построек, так и городских зданий, Николай Дорошенко отдавал предпочтение «академическим стилям» — формам и мотивам ренессанса, классицизма, барокко. Его работа была по достоинству оценена ― все уцелевшие к концу века строения Н. Дорошенко внесены в список памятников архитектуры Ростова.
Активную творческую деятельность зодчего прервала преждевременная смерть в конце декабря 1898 года. Похоронные расходы Городская Дума решила отнести за счет города.
После смерти Дорошенко в начале января 1899 года, его вдова — Анна Алексеевна подала в Городскую Думу прошение с просьбой о выплате, причитающейся за работу мужа вознаграждения. В заседании Думы, собранном специально для рассмотрения этого прошения участвовали гласные В. К. Севастьянов, П. Ф. Горбачев, С. А. Богуславский и другие хорошо знавшие архитектора по его четырнадцатилетней работе для города. По их настоянию финансовая комиссия постановила:

«Выдать вдове покойного городского архитектора Н. А. Дорошенко Анне Алексеевне пособие в сумме 1800 рублей. Назначить к выдаче ей ежегодного, начиная с 1899 года пособия в 450 рублей на воспитание сыновей покойного Алексея и Бориса… на время до наступления гражданского совершеннолетия».

## Проекты и постройки
- Дом Врангеля — Ростов-на-Дону, пер. Газетный, 8.
- Дом А. П. Петрова — Ростов-на-Дону, ул. Пушкинская, 115.
- Особняк Великановой — Ростов-на-Дону, ул. Серафимовича, 15.
- Скорбященская церковь (снесена) — Ростов-на-Дону.
- Дом Маргариты Черновой — Ростов-на-Дону, угол Большой Садовой ул. и Халтуринского переулка[3]:

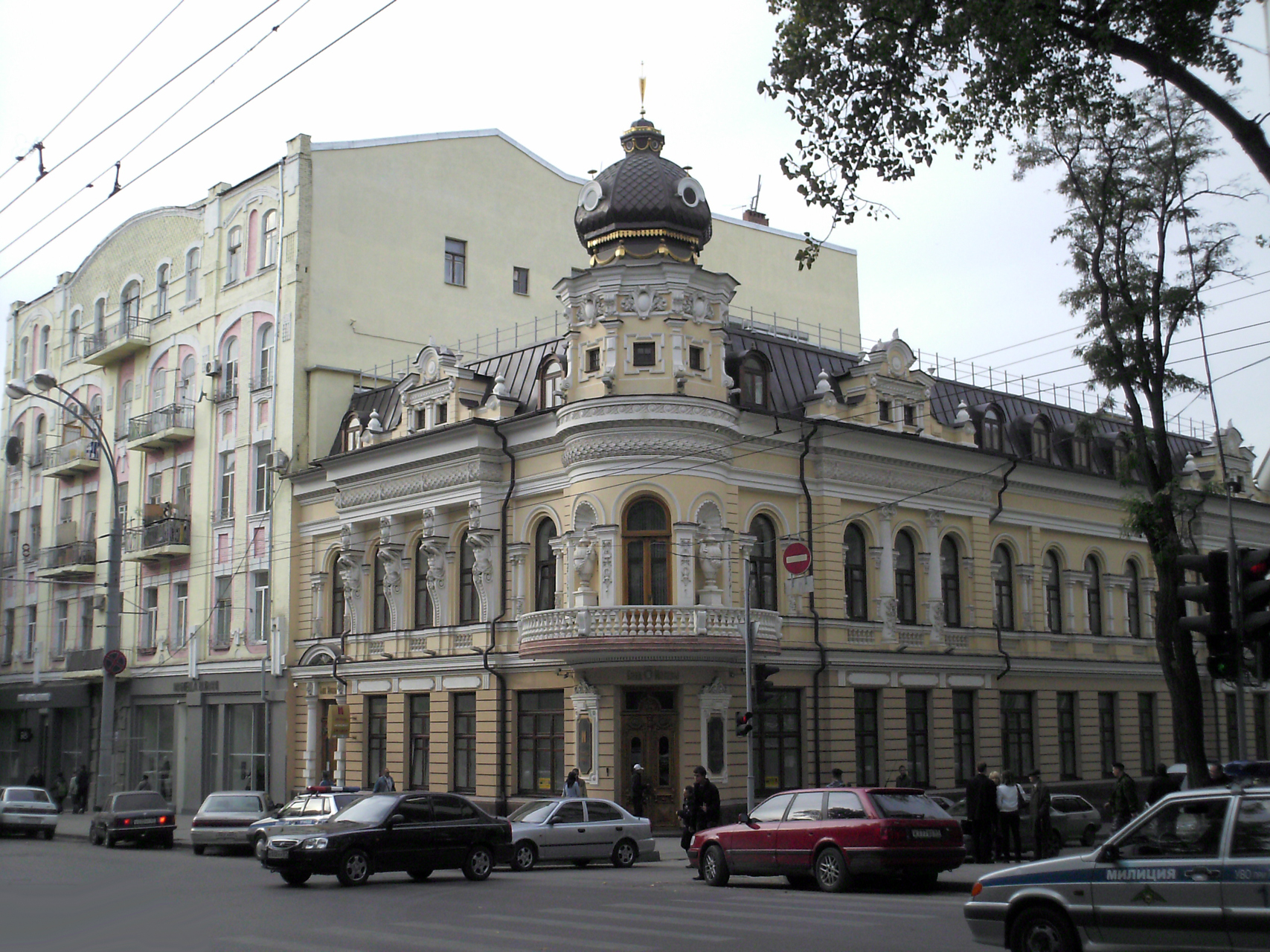
Дом Черновой
Памятная доска на доме